# كأس تونس للكرة الطائرة للرجال 1959–60
كأس تونس للكرة الطائرة للرجال 1960-1959 هو الموسم رقم 4 من كأس تونس للكرة الطائرة للرجال.

فاز بهذا الموسم الاتحاد الرياضي التونسي.

## روابط خارجية
- الموقع الرسمي للجامعة التونسية للكرة الطائرة.